# Frederika Alexis Cull
Frederika Alexis Cull, född 20 november 1999 i Gold Coast i Queensland i Australien,[källa behövs] är en indonesisk-brittisk Rugby Union-spelare, skådespelare, fotomodell och vinnare av skönhetstävlingen Puteri Indonesia 2019. Hon representerade Indonesien på Miss Universum 2019.

## Biografi
Frederika Alexis Cull föddes i Australien och har en brittisk-australisk far och en indonesisk-holländsk mor. Familjen flyttade tidigt till Indonesien där de bosatte sig i staden Jakarta. Cull talar flytande bahasa indonesia och engelska. Hon har medverkat i TV-serier som "As Soon As Promnite", "Ku Cinta Dia". Hon har också medverkat i filmer som "Buku Harian Dara" (2013).

## Miss Universum 2019
Cull har deltagit i Miss Universum Indonesia-tävlingen två gånger och vann andra gången då hon blev Miss Universum Indonesia 2019. Hon fick då chansen att tävla i skönhetstävlingen Miss Universum. Hon tävlade i finalen som hölls 2019 i USA.